# Grigorij Chudolejew
Grigorij Aleksandrowicz Chudolejew, Ryhor Alaksandrawicz Chudalejeu (ros. Григорий Александрович Худолеев, biał. Рыгор Аляксандравіч Худалееў, ur. 9 lutego?/22 lutego 1902 we wsi Izabelino w rejonie kirowskim, zm. 4 czerwca 1964 w Mińsku) – radziecki wojskowy, pułkownik, Bohater Związku Radzieckiego (1944).

## Życiorys
Urodził się w białoruskiej rodzinie chłopskiej. Skończył 10 klas, później pracował w gospodarstwie wiejskim i w radzie wiejskiej, od 1924 służył w Armii Czerwonej. Od 1926 należał do WKP(b), w 1930 ukończył Zjednoczoną Białoruską Szkołę Wojskową w Mińsku, we wrześniu 1939 brał udział w agresji ZSRR na Polskę. Od czerwca 1941 jako szef sztabu pułku artylerii uczestniczył w wojnie z Niemcami, brał udział w walkach obronnych w rejonie Nieświeża, Słucka, Krzyczewa, Klimowicz i nad Berezyną i Drucią, później w bitwie pod Moskwą, następnie w walkach o zajęcie Białorusi, Litwy, Łotwy i Polski. Latem 1944 jako dowódca artylerii 306 Dywizji Piechoty 43 Armii 1 Frontu Nadbałtyckiego w stopniu pułkownika wyróżnił się podczas operacji witebsko-orszańskiej (w ramach operacji białoruskiej), m.in. przy forsowaniu Zachodniej Dźwiny 24 czerwca 1944 i zajęciu Bieszenkowicz, Lepla i Dokszyc. W 1947 ukończył wyższe kursy artyleryjskie, w 1955 został zwolniony do rezerwy.

## Odznaczenia
- Złota Gwiazda Bohatera Związku Radzieckiego (22 lipca 1944)
- Order Lenina (dwukrotnie - 22 lipca 1944 i 20 czerwca 1949)
- Order Czerwonego Sztandaru (czterokrotnie - 7 lutego 1942, 17 lutego 1945, 21 lutego 1945 i 5 listopada 1954)
- Order Czerwonej Gwiazdy (18 września 1943)
- Medal „Za zwycięstwo nad Niemcami w Wielkiej Wojnie Ojczyźnianej 1941–1945”
- Medal „Za zdobycie Królewca”
- Medal za Odrę, Nysę, Bałtyk (Polska Ludowa)